# Disphragis albidiscata
Disphragis albidiscata är en fjärilsart som beskrevs av William Schaus 1904. Disphragis albidiscata ingår i släktet Disphragis och familjen tandspinnare. Inga underarter finns listade i Catalogue of Life.